# Limonia omniflava
Limonia omniflava là một loài ruồi trong họ Limoniidae. Chúng phân bố ở miền Cổ bắc.